# 整合式快中子增殖反應爐
整合式快中子增殖反應爐（Integral Fast Reactor,IFR），最初稱為先進液態金屬反應爐（Advanced Liquid-Metal Reactor,ALMR ），是一種使用快中子而不使用中子慢化劑（即“快”堆）的核反應爐設計。 IFR可以增殖更多燃料，其特點是採用在反應爐現場進行電解精煉後處理的核燃料循環。 IFR是一種鈉冷快堆（SFR），是現存最接近其類型的快中子增殖反應堆，屬於第四代反應爐。
美國能源部(DOE) 於 1984 年開始設計 IFR，並建造了原型機－實驗增殖反應爐 II。 1986年 4 月 3 日，兩項試驗驗證了 IFR 概念的安全性。這些試驗模擬了冷卻劑流量損失導致的事故。即使在正常的停堆裝置被停用的情況下，反應爐也能安全自動關閉，系統任何地方都不會過熱。 IFR 計畫於 1994 年被美國國會取消，比原計畫提前三年完成。
S-PRISM （來自 SuperPRISM），也稱為 PRISM（動力反應爐創新小型模組），是通用電氣日立核能公司基於 IFR設計的核電廠名稱。2022 年，通用電氣日立核能公司和TerraPower開始在懷俄明州凱默勒探索建造五座基於鈉鈉快堆的核電站；該設計包含一座 PRISM 反應堆，以及 TerraPower 的行波設計，並配備熔鹽儲存系統。

## 歷史
IFR反應爐的研究始於1984年，位於伊利諾州阿貢的阿貢國家實驗室，該實驗室是美國能源部國家實驗室系統的一部分，目前由芝加哥大學根據合約運作。

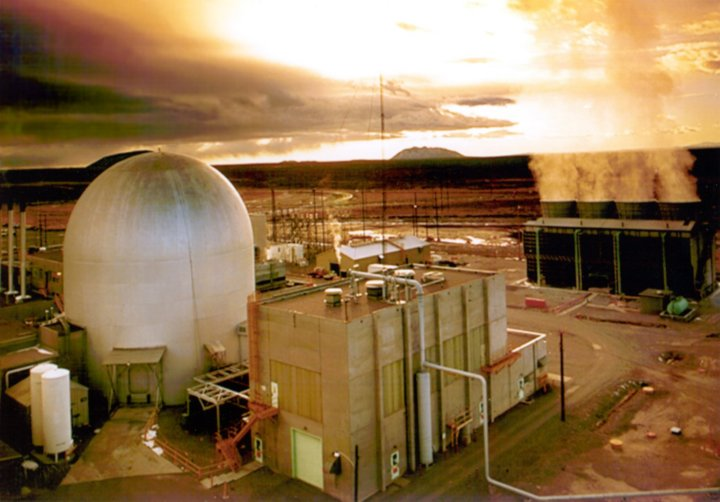
實驗增殖反應器 II，作為整合式快堆 (IFR) 的原型 (EBR II)

阿貢國家實驗室先前在愛達荷州愛達荷瀑布市設有一個名為「阿貢西」的分校區，該分校現已成為愛達荷州國家實驗室的一部分。過去，來自阿貢西的物理學家曾在該分校區建造了所謂的實驗增殖反應爐二號（EBR-II）。同時，阿貢國家實驗室的物理學家設計了IFR概念，並決定將EBR-II轉換為IFR。來自阿貢國家的加拿大籍物理學家查爾斯·蒂爾（Charles Till）擔任IFR專案負責人，尹昌（Yoon Chang）擔任副負責人。蒂爾駐紮在愛達荷州，尹昌則駐紮在伊利諾州。

### 取消項目
隨著比爾·柯林頓1992 年當選總統，以及黑茲爾·奧利裡被任命為能源部長，高層面臨取消 IFR 的壓力。參議員約翰·克里（馬薩諸塞州民主黨人）和奧利裡帶頭反對該反應堆，他們認為這將對核不擴散努力構成威脅，而且它是已被國會取消的克林奇河增殖反應堆項目的延續。
同時，1994 年，能源部長奧利裡向 IFR 首席科學家頒發了 1 萬美元獎金和一枚金牌，嘉獎令指出，他為開發 IFR 技術所做的工作「提高了安全性、提高了燃料的利用效率，並減少了放射性廢物」。
IFR 的反對者還提交了一份由美國能源部核安全辦公室提交的報告，該報告涉及一位前阿貢國家實驗室員工的指控，該員工指控阿貢國家實驗室因他提出對 IFR 項目安全性和研究質量的擔憂而對他進行報復。該報告引起了國際社會的關注，但主要科學出版物對它的報導卻截然不同。英國期刊《自然》將其文章標題定為“報告支持告密者”，並指出能源部評估 IFR 研究的專家小組存在利益衝突。相較之下，發表在《科學》雜誌上的文章標題為「阿貢國家實驗室的告密者真的在吹牛嗎？」

### 自2000年起
2001年，作為第四代反應爐路線圖的一部分，美國能源部委託了一個由242名科學家組成的團隊，該團隊來自能源部、加州大學柏克萊分校、麻省理工學院(MIT)、史丹佛大學、美國國家實驗室 (ANL)、勞倫斯利弗莫爾國家實驗室、東芝、西屋電氣、杜克大學、電力科學研究院 (EPRI 29 ) 和其他電氣研究院的設計在2002年4月9日發布的研究中，IFR反應爐排名第一。
目前，尚無整合式快堆投入商業營運。不過，BN-800 反應爐是一種非常相似的快堆，作為鈽庫的燃燒器運行，已於 2016 年開始商業運營。

## 技術概述
IFR 由液態鈉冷卻，以鈾和鈽的合金為燃料。燃料包含在鋼包殼中，液態鈉填充在燃料和包殼之間的空間。燃料上方的空隙可以安全地收集氦和放射性氙]，而不會顯著增加燃料元件內的壓力，還允許燃料膨脹而不會破壞包殼，使金屬燃料而不是氧化物燃料變得實用。與液態金屬鉛相比，液態鈉冷卻劑的優點在於液態鈉的密度小得多，黏度也小得多（降低了泵送成本），對普通鋼沒有腐蝕性（透過溶解），並且基本上不會產生放射性中子活化副產物。與鉛冷卻劑相比，鈉冷卻劑的缺點是鈉具有化學反應性，尤其是與水或空氣反應。鉛可以取代鉛和鉍的共晶合金，如蘇聯阿爾法級潛艦的反應爐冷卻劑。

### 基本設計決策

#### 金屬燃料
EBR-II 已演示了金屬燃料包層內部設有填充鈉的空隙，以允許燃料膨脹。金屬燃料使高溫處理成為首選的後處理技術。
金屬燃料的製造比陶瓷（氧化物）燃料更容易、更便宜，尤其是在遠端處理條件下。
金屬燃料比氧化物具有更好的導熱性和更低的熱容量，具有安全優勢。

#### 鈉冷卻劑
使用液態金屬冷卻劑，無需在反應爐周圍設置壓力容器。鈉具有優異的核特性、高熱容量和傳熱能力、低密度、低黏度、較低的熔點和較高的沸點，並且與包括結構材料和燃料在內的其他材料具有出色的兼容性。冷卻劑的高熱容量以及反應爐堆芯中不含水的特性提高了堆芯的固有安全性。

#### 池式設計而非環路設計
將所有一次冷卻劑集中在一個水池中，具有許多安全性和可靠性優勢。

#### 採用高溫處理進行現場再處理
後處理對於實現快堆的大部分優勢至關重要，它可以提高燃料利用率，並將放射性廢物減少幾個數量級。
現場處理是使IFR「不可或缺」的關鍵。現場處理和高溫處理均可降低擴散風險。
高溫處理（使用電解精煉器）已在EBR-II上得到驗證，在所需規模上是可行的。與PUREX水相製程相比，高溫處理的成本較低，但不適合用於生產武器級材料，這與專為武器專案開發的PUREX製程不同。[需要引用]
熱處理工藝使金屬燃料成為首選燃料。這兩個決策是相輔相成的。

## 優勢
增殖反應爐（例如IFR）原則上可以提取鈾或釷中幾乎所有的能量，與傳統的直流反應爐相比，燃料需求量可降低近兩個數量級。傳統的直流反應爐提取的鈾礦能量不到0.65%，而其燃料濃縮鈾能量提取的量不到5%。這可以大大緩解人們對燃料供應或採礦能源消耗的擔憂。
如今，更重要的是快堆為何燃料效率高：因為快中子可以裂變或「燒盡」所有超鈾廢料成分。超鈾廢料由錒系元素（反應爐級鈽和少量錒系元素）組成，其中許多元素的壽命可達數萬年甚至更久，這使得傳統的核廢料處理變得十分棘手。 IFR產生的大多數放射性裂變產物的半衰期要短得多：它們在短期內具有強放射性，但衰變速度很快。經過多次循環，IFR最終會導致99.9%的鈾和超鈾元素發生裂變並產生能量；因此，它唯一的廢料就是核分裂產物。這些產物的半衰期要短得多；300年後，它們的放射性將降至低於原始鈾礦石的水平。 第四代反應爐的設計目的是利用第三代核電廠的廢料，這一事實可能會從根本上改變核能的命運——從廢料管理和能源安全的角度來看，第三代和第四代核電站的組合可能比單獨的第三代核電站更具吸引力。
「整合」是指透過電化學高溫處理進行現場後處理。這個過程將乏燃料分離成三個部分：鈾、鈽同位素和其他超鈾元素，以及核分裂產物。鈾和超鈾元素被回收製成新的燃料棒，而裂變產物最終被轉化為玻璃和金屬塊，以便進行更安全的處置。由於合併後的超鈾元素和裂變產物具有高放射性，因此燃料棒的轉移和後處理操作需要使用機器人或遙控器設備。這種方法的另一個好處是，由於裂變材料永遠不會離開設施（如果離開，處理起來將是致命的），這大大降低了裂變材料可能被轉移而導致的擴散風險。

## 安全
在傳統的輕水反應爐(LWR) 中，必須將核心維持在高壓下，以使水在高溫下保持液態。相較之下，由於 IFR 是液態金屬冷卻反應堆，堆芯可以在接近環境壓力下運行，從而大大降低了發生冷卻劑流失事故的危險。整個反應爐堆芯、熱交換器和主冷卻泵都浸沒在液態鈉或鉛池中，因此極不可能發生主冷卻劑流失的情況。冷卻劑迴路設計為允許透過自然對流進行冷卻，這意味著在發生斷電或反應爐意外關閉的情況下，即使主冷卻泵發生故障，反應爐堆芯的熱量也足以保持冷卻劑循環。
與傳統的輕水器相比，IFR 還具有被動安全優勢。燃料和包殼的設計使得當它們因溫度升高而膨脹時，更多的中子能夠逸出核心，從而降低裂變鍊式反應的速率。換句話說，堆芯溫度的升高起到了反饋機制的作用，降低了堆芯功率。這項特性稱為負反應性溫度係數。大多數輕水器也具有負反應性係數；然而，在 IFR 中，這種效應足夠強，足以阻止反應爐在沒有操作員或安全系統外部幹預的情況下達到核心損壞的程度。這在原型機的一系列安全測試中得到了證實。為國際觀眾進行測試的工程師 Pete Planchon 打趣道：「早在 1986 年，我們實際上就給過一個小型（20 MWe）原型先進快堆幾次熔化的機會。它兩次都禮貌地拒絕了。」
液態鈉有安全問題，因為它與空氣接觸會自燃，與水接觸會爆炸。 1995年文殊核電廠的事故和火災就是這種情況。為了降低蒸汽渦輪機漏水後發生爆炸的風險，IFR 設計（與其他SFR一樣）在反應爐和蒸汽渦輪機之間包含一個中間液態金屬冷卻劑迴路。此迴路的目的是確保鈉和輪機水意外混合後的任何爆炸都局限於二次熱交換器，不會對反應爐本身構成危險。替代設計使用鉛代替鈉作為主要冷卻劑。鉛的缺點是其密度和黏度較高，這會增加泵送成本，並且會因吸收中子而產生放射性活化產物。一些俄羅斯潛艇反應爐中使用的鉛鉍共熔鹽具有較低的黏度和密度，但可能會出現相同的活化產物問題。

## 效率和燃料循環
IFR計畫的目標是透過鈽增殖來提高鈾的利用效率，並消除超鈾同位素離開核電廠的必要性。該反應爐採用非慢化設計，以快中子運行，旨在允許任何超鈾同位素被消耗（在某些情況下可用作燃料）。
目前輕水反應爐採用直流燃料循環，僅能利用自然界中不到1%的鈾發生裂變（並產生能量），相較之下，像IFR這樣的增殖反應爐燃料循環效率非常高（99.5%的鈾會發生裂變）。其基本方案是採用熱釋電分離技術（一種在其他冶金製程中常用的方法），從廢料中分離超鈾元素和錒系元素並將其濃縮。這些濃縮的燃料隨後在現場重整成新的燃料元件。
可用的燃料金屬無需與鈽同位素或所有裂變產物分離，因此相對難以用於核武。此外，由於鈽無需離開核電廠，其被未經授權轉移的可能性也小得多。
將長半衰期超鈾元素從廢棄物循環中移除的另一個重要好處是，剩餘廢棄物的危害性將大大降低。錒系元素（後處理鈾、鈽和少量錒系元素）回收後，剩餘的放射性廢物同位素是裂變產物——半衰期為90年（釤-151）或更短，或211,100年（锝-99）或更長——以及來自非燃料反應爐部件的任何活化產物。

## 與輕水反應爐的比較

輕水反應爐中^{238}Pu和^{244}Cm 之間的嬗變流。目前的熱中子裂變反應爐無法裂變中子數為偶數的錒系核素。因此，這些核素會積聚起來，經過常規後處理後通常會作為超鈾廢物處理。快中子反應爐的一個優點是，它們可以裂變所有錒系核素。

### 核廢料
IFR 反應爐產生的廢料要麼半衰期短，衰變迅速，相對安全；要麼半衰期長，放射性弱。產生的兩種 IFR 廢料均不含鈽或其他錒系元素。由於採用了高溫處理，真正的廢料/裂變產物總量是同等功率輸出的輕水電廠產生的乏燃料量的二十分之一，通常被認為都是無法使用的廢料。 70% 的裂變產物是穩定的或半衰期在一年以下。锝-99和碘-129佔裂變產物的 6%，它們的半衰期很長，但可以透過反應爐內的中子吸收轉化為半衰期很短的同位素（15.46 秒和 12.36 小時），從而有效地摧毀它們（更多資訊請參見：長壽命裂變產物）。鋯-93，另外佔裂變產物的5%，原則上可以回收用於燃料棒包殼，即使它具有放射性也無所謂。除超鈾廢料（TRU）的貢獻外－TRU是鈾-238在輕水反應爐中捕獲慢熱中子但不發生裂變時產生的同位素－所有在TRU燃料後處理後剩餘的高放射性廢料/裂變產物，其放射性毒性（以西弗特為單位）在200到400年內均低於天然單位（以鈾克），並且將繼續下降至天然鈾）。
燃料的現場後處理意味著離開工廠的高放射性核廢料的量與輕水堆乏燃料相比微不足道。事實上，在美國，大多數輕水器乏燃料仍儲存在反應爐現場，而不是運去後處理或放置在地質處置庫中。後處理產生的較小體積的高放射性廢料可以在反應爐現場停留一段時間，但由於中壽命裂變產物（MLFP）具有強放射性，需要安全儲存，例如在乾式貯存容器中。在其使用的最初幾十年，在MLFP衰變到較低產熱水平之前，地質處置庫的容量不是受體積限制，而是受產熱量限制。這限制了早期處置庫的安置。來自IFR的MLFP衰變產生的每單位功率熱與任何類型的裂變反應爐大致相同。

徹底去除反應爐廢料流中的鈽，有望減輕目前大多數其他反應爐乏核燃料存在的擔憂，即乏燃料庫未來可能被用作鈽礦。 此外，儘管該方案可將放射性毒性降低百萬倍，但人們依然擔心放射性壽命：
[有人認為] 去除錒系元素對於地質處置庫的處置幾乎沒有任何顯著優勢，因為一些在諸如滲入地下水等情況下最令人擔憂的裂變產物核素，其半衰期實際上比放射性錒系元素更長。即使所有錒系元素都被去除，數百年後對廢物的擔憂也無法消除，因為剩餘的廢物中含有锝-99、碘-129和銫-135等放射性裂變產物，其半衰期在21.3萬年到1570萬年之間。
然而，這些擔憂並未考慮到將此類材料儲存在不溶性合成橡膠（Synroc ）中的計劃，也沒有將其與醫用X射線、宇宙射線或天然放射性岩石（如花崗岩）等天然來源的危害進行同等程度的衡量。此外，一些放射性裂變產物正被用作嬗變的目標，這甚至緩解了這些相對較低的擔憂。例如，可以透過在堆芯中添加锝，幫助在過程中透過核嬗變摧毀長壽命裂變產物锝-99 ，將IFR的正空泡係數降低到可接受的水平。 

### 二氧化碳
IFR 和 LWR 在運作過程中都不會排放二氧化碳，儘管建造和燃料加工會導致二氧化碳排放如果使用非碳中性的能源，例如化石燃料），並且在建造過程中會使用排放二氧化碳的水泥。

耶魯大學2012 年的一項研究分析了核電的二氧化碳 生命週期評估(LCA) 排放，結果顯示：
總體 LCA 文獻表明，核電的生命週期溫室氣體排放量只是傳統化石能源的一小部分，與再生技術相當。
雖然該論文主要處理了第二代反應爐的數據，並沒有分析目前正在建造的第三代反應爐到2050年的二氧化碳排放量，但它總結了正在開發的反應爐技術的生命週期評估結果：
生命週期評估 (LCA) 文獻已對理論 FBR（快中子增殖反應爐）進行了評估。評估這項潛在未來技術的有限文獻報告稱，其生命週期中位數溫室氣體排放量…與 LWR（輕水反應爐）相似或更低，並聲稱幾乎不消耗鈾礦石。

### 燃料循環
快堆燃料必須至少有20%的可裂變性，高於輕水器所使用的低濃縮鈾。裂變材料最初可以包括來自輕水堆乏燃料、退役核武或其他來源的高濃縮鈾或鈽。在運作過程中，反應爐會從可增殖材料中增殖更多的裂變材料－鈾最多可增殖約5%，釷最多可增殖約1% 。
快堆燃料中的可增殖材料可以是貧鈾（主要是鈾-238）、天然鈾、釷，或來自傳統輕水堆乏燃料的後處理鈾，甚至包括不可裂變的鈽同位素和少量錒系元素同位素。假設在後處理過程中錒系元素沒有洩漏到廢物流中，那麼一座1 GWe的IFR型反應爐每年將消耗約1噸可增殖材料，並產生約1噸裂變產物。
IFR燃料循環的高溫處理（此處為電解精煉）後處理無需像PUREX製程那樣生產不含裂變產物放射性的純鈽。 IFR燃料循環後處理的目的只是降低中子毒物的裂變產物含量；即使這些產物也不需要完全去除。電解精煉後的乏燃料具有高放射性，但由於新燃料無需像輕水反應爐燃料芯塊那樣進行精密製造，只需鑄造即可，因此可以進行遠端製造，從而減少工人的輻射暴露。
與任何快堆一樣，透過改變包層所使用的材料，IFR 可以在從增殖模式、自給自足模式到燃燒模式的多種模式下運作。在增殖模式下（使用 U-238 包層），反應爐產生的裂變材料多於其消耗的裂變材料。這對於為啟動其他工廠提供裂變材料很有用。使用鋼反射器代替 U-238 包層，反應爐以純燃燒模式運行，並不是裂變材料的淨創造者；總的來說，它將消耗裂變材料和可增殖材料，並且假設無損後處理，不會輸出錒系元素，而只會輸出裂變產物和活化產物。如果過剩的武器級鈽和輕水反應爐乏燃料鈽庫存不足，那麼所需的裂變材料數量可能成為廣泛部署快堆的限制因素。為了最大限度地提高快堆的部署速度，可以以最大增殖模式運行快堆。
使用高溫處理和電解精煉技術對核燃料進行再處理尚未在商業規模上得到證實，因此投資大型 IFR 型工廠的財務風險可能比投資傳統輕水反應爐更高。

### 被動安全

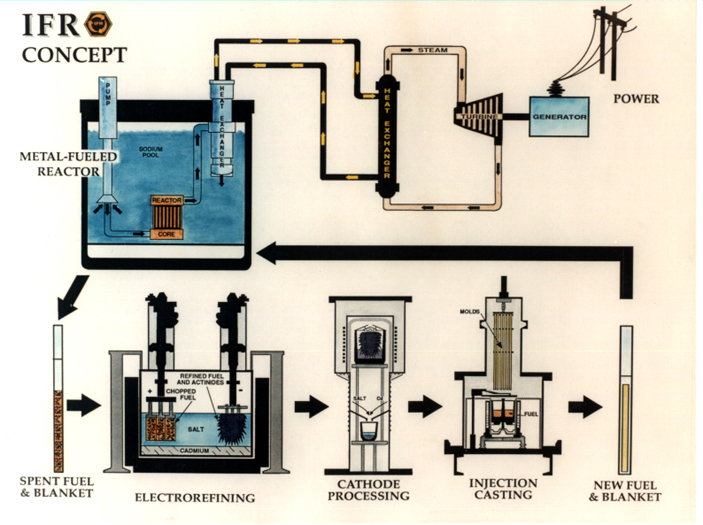
FR 概念（彩色）；也提供熱處理循環的動畫。

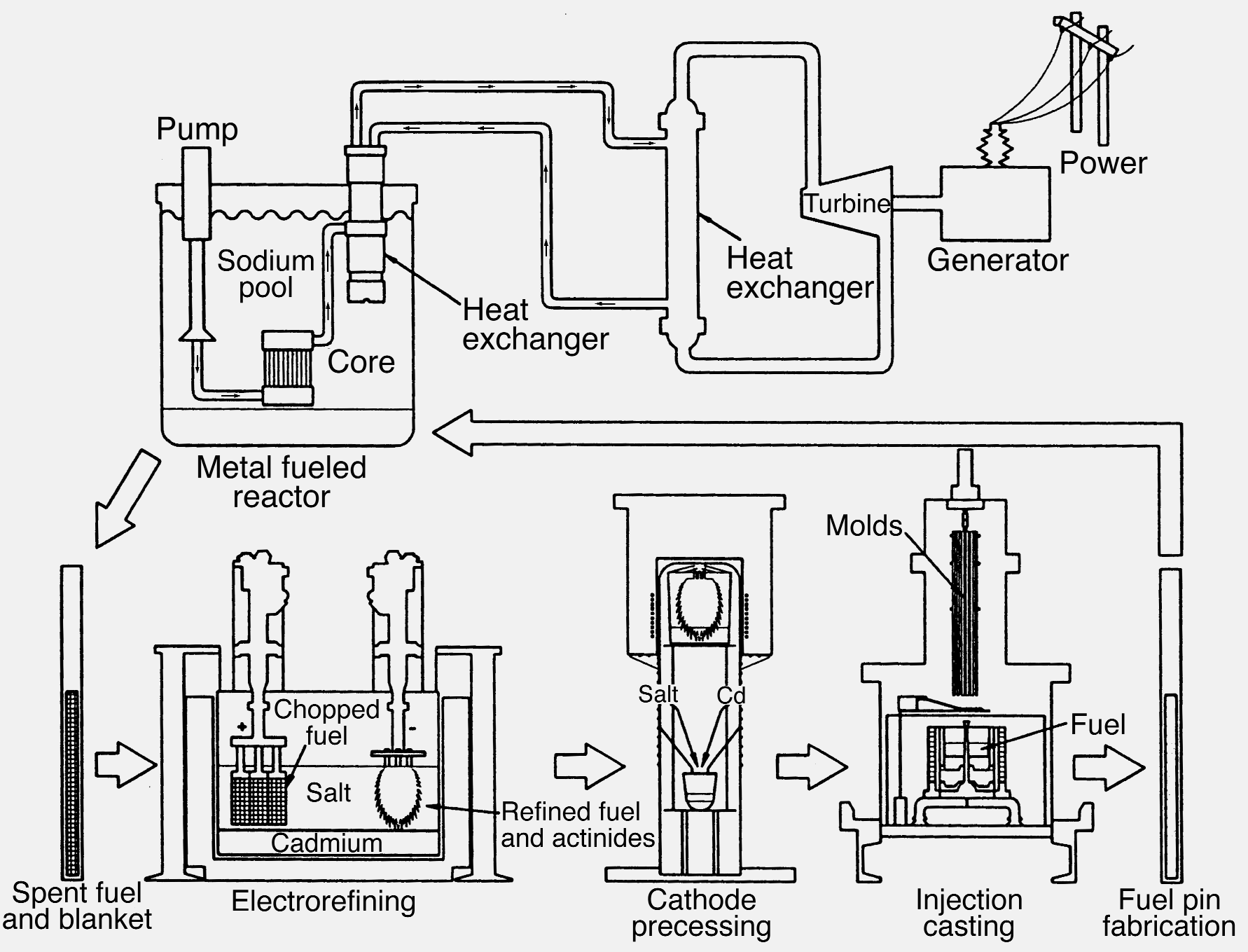
IFR 概念（黑白，文字更清晰）)

IFR 使用金屬合金燃料（鈾、鈽和/或鋯），這種燃料具有良好的熱導體，這與輕水器（甚至一些快中子增殖反應爐）使用的氧化鈾不同，後者導熱性較差，燃料芯塊中心溫度較高。 IFR 的燃料體積也較小，因為裂變材料與增殖材料的稀釋比例為 5 或更低，而輕水器燃料的稀釋比例約為 30。在運作過程中，IFR 堆芯需要單位體積的熱量排出量比輕水堆堆芯更大；但另一方面，停堆後，滯留的熱量會大大減少，這些熱量會擴散出去，需要排出。然而，兩種情況下短壽命裂變產物和錒系元素衰變產生的熱量相當，一開始都很高，停堆後會隨著時間的推移而降低。池式冷卻劑池中的大量液態鈉主冷卻劑旨在吸收衰變熱，而不會達到燃料熔化溫度。主鈉泵採用飛輪設計，因此斷電後，它們會緩慢（90秒）滑行停止。這種滑行有助於停堆時堆芯冷卻。如果主冷卻迴路突然停止，或者控制棒突然被移除，金屬燃料可能會熔化，就像EBR-I中意外演示的那樣；然而，熔化的燃料隨後會沿著鋼製燃料包殼管向上擠壓，並流出活動堆芯區域，從而導致反應堆永久停堆，不再產生裂變熱或燃料熔化。使用金屬燃料時，包殼不會被破壞，即使在極端過功率瞬變下也不會釋放放射性物質。
IFR功率等級的自我調節主要取決於燃料的熱膨脹，這會使更多中子逸出，從而抑制鍊式反應。輕水反應爐受燃料熱膨脹的影響較小（因為堆芯的大部分是中子慢化劑），但多普勒增寬（作用於熱中子和超熱中子，而不作用於快中子）會產生強烈的負反饋，而水慢化劑/冷卻劑沸騰會產生負空泡係數；密度較低的蒸汽會將數量變低且被熱值裂縫較低的然而，可以透過在堆芯中添加锝，將IFR的正空泡係數降低到可接受的水平，這有助於在過程中透過核嬗變摧毀名為锝-99的長壽命裂變產物。
IFR 能夠承受無SCRAM的流量損失和無 SCRAM 的散熱器損失。除了反應爐的被動停堆外，主冷卻劑系統產生的對流還能防止燃料損壞（核心熔化）。這些能力已在 EBR -II中得到驗證。最終目標是在任何情況下都不釋放放射性物質。
鈉的易燃性對操作人員構成風險。鈉在空氣中易燃，遇水會自燃。在反應爐和渦輪機之間使用中間冷卻劑迴路，可以最大限度地降低反應爐堆芯發生鈉火災的風險。
在中子轟擊下，會產生鈉-24。鈉-24具有高放射性，會發射出能量高達2.7兆電子伏特的伽馬射線，隨後發生β衰變形成鎂-24。鎂-24的半衰期僅15小時，因此不會造成長期危害。然而，鈉-24的存在使得在反應爐和渦輪機之間使用中間冷卻劑迴路成為必要。

### 增殖
IFR 和輕水反應爐(LWR) 均能生產反應爐級鈽－即使在高燃耗下仍可用於製造武器級鈽 —但 IFR 燃料循環的一些設計特點使其核擴散比目前PUREX乏燃料回收系統更困難。首先，它可以在更高的燃耗下運行，從而提高不可裂變但可增殖的同位素鈽-238、鈽-240和鈽-242的相對豐度。
與 PUREX 後處理不同，IFR 對乏燃料的電解後處理不會分離出純鈽。相反，它會與少量錒系元素和一些稀土裂變產物混合在一起，這使得理論上能否用它直接製造炸彈變得相當可疑。 與從拉阿格到分散的輕水反應爐等法國現在常見的做法不同，IFR 熱處理燃料不會從大型集中式後處理廠運輸到其他地方的反應堆，因此更能防止未經授權的轉移。  IFR 中含有鈽同位素混合物的材料會留在反應爐現場，然後幾乎就地燒盡； 或者，如果作為增殖反應爐運行，部分熱處理燃料可以被反應爐（或位於其他地方的其他反應爐）消耗。然而，與傳統的水處理方法一樣，仍然可以透過化學方法從高溫處理燃料中提取所有鈽同位素。事實上，從回收產品中提取鈽同位素比從原始乏燃料中提取要容易得多。然而，與另一種傳統的回收核燃料——混合氧化物（MOX）相比，提取鈽同位素仍然更加困難，因為IFR回收燃料含有更多的裂變產物，而且由於其更高的燃耗，鈽-240的抗擴散能力也比MOX更強。
從 IFR 乏燃料中移除並燒毀錒系元素（包括鈽）的一個好處是，無需擔心將乏燃料（或實際上是常規的——因此燃耗相對較低的——乏燃料，其中可能含有可用於武器的鈽同位素濃度）留在地質處置庫或乾式貯存桶中，因為這些燃料將來可能會被開採用於製造武器。
因為反應爐級鈽含有自發裂變率高的鈽同位素，而且這些麻煩的同位素的比例（從武器製造的角度來看）只會隨著燃料燃燒時間的延長而增加，所以從高度燃燒的乏燃料中生產出大量產量的裂變核武器要比從（傳統的核武器）中等燃燒的輕水反應堆中生產出大量產量的裂乏困難。
因此，IFR系統雖然在許多指標上顯著降低了核擴散風險，但並未完全消除。先進液態金屬反應爐（ALMR）回收燃料中的鈽的同位素組成與其他高燃耗乏核燃料來源的鈽類似。雖然這使得該材料對武器生產的吸引力降低，但它仍然可以用於不太複雜的武器或用於聚變助推器。
1962 年，美國政府引爆了一枚核裝置，所使用的鈽當時被定義為「反應爐級鈽」。不過，在最近的分類中，它被認為是燃料級鈽，通常是由低燃耗的馬格諾克斯反應爐生產的鈽。
增殖反應爐燃料產生的鈽，其同位素鈽-240的含量通常高於其他反應爐產生的鈽，這使得其用於武器的吸引力較低，尤其是在類似“胖子”核彈的第一代核武器設計中。這使其本身就具有一定的抗擴散能力。然而，如果在增殖過程中用鈾包層包裹核心，包層中產生的鈽通常具有較高的鈽-239質量，而鈽-240 含量極低，這使得其用於武器的吸引力極高。

如果作為增殖反應爐而不是燃燒器來運行，IFR 具有增殖潛力：
儘管近期一些關於 ALMR/IFR 概念未來的提案，例如概念中的PRISM 反應爐和俄羅斯已投入運行（2014 年）的BN-800 反應爐，更側重於其轉化和不可逆地消耗鈽的能力，但 IFR 的開發者承認，「IFR 可以配置為其轉化和不可逆地消耗鈽的能力，但 IFR 的開發者承認，「IFR 可以配置為其轉化和不可逆地消耗鈽的能力，但 IFR 的開發者承認，「IFR 可以配置為其轉化的淨生產者，這一點毋庸鈽」。如果 ALMR 系統不是處理乏燃料，而是在電解精煉器中對輻照後的增殖材料（即使用一層增殖鈾-238）進行後處理，那麼所得鈽將是一種性能更優越的材料，其同位素組成接近於核武器製造的理想水平。

### 反應爐設計和建造
IFR 的商業版本S-PRISM可以在工廠建造並運送至現場。這種小型模組化設計（311 MWe 模組）降低了成本，並允許經濟地建造各種規模（311 MWe 及任何整數倍）的核電廠。
考慮到整個生命週期的成本評估表明，快堆的成本不會高於水慢化水冷反應堆，後者是目前世界上使用最廣泛的反應爐。

### 液態金屬鈉冷卻劑
與使用相對較慢的低能量（熱）中子的反應爐不同，快中子反應爐需要不會慢化或阻擋中子（如輕水反應爐中的水那樣）的核反應爐冷卻劑，以便其擁有足夠的能量來裂變可裂變但不可裂變的錒系同位素。堆芯也必須緊湊，並儘可能減少中子慢化物質的含量。金屬鈉冷卻劑在許多方面都具有最理想的性能組合，可滿足此用途。除了不作為中子慢化劑外，其理想的物理特性還包括：
- 熔化溫度低
- 低蒸氣壓
- 高沸點
- 優異的導熱性
- 低黏度
- 輕的
- 熱和輻射穩定性

使用液態鈉的其他好處包括：
- 豐富且低成本的材料
- 用氯清洗可產生無毒食鹽
- 與核心中使用的其他材料相容（不會發生反應或溶解不銹鋼），因此無需採取特殊的防腐措施
- 低泵送功率（由於重量輕且黏度低）
- 透過維持無氧和無水的環境來保護其他組件免受腐蝕（鈉會與任何微量物質發生反應，生成氧化鈉或氫氧化鈉和氫氣）
- 重量輕（密度低）可提高抵抗地震慣性事件（地震）的能力

使用鈉的顯著缺點是，它在存在大量空氣（氧氣）的情況下極易發生火災，並且遇水會自燃，導致鈉洩漏和水淹。 1995年文殊核電廠的事故和火災就屬於這種情況。鈉與水反應會產生氫氣，而氫氣可能具有爆炸性。鈉的活化產物（同位素）24Na在衰變時會釋放出危險的高能量光子（儘管其半衰期只有15小時）。反應爐設計將24Na保留在反應爐池中，並透過二次鈉迴路帶走熱量用於發電，但這會增加建造和維護成本。

## 進一步閱讀
- Tom Blees. . BookSurge Publishing. 2008. ISBN 978-1-4196-5582-1.
- U.S. Congress, Office of Technology Assessment.  (PDF). U.S. Government Printing Office. May 1994. ISBN 978-1-4289-2068-2.
- Charles E. Till; Yoon Il Chang. . CreateSpace. 2011. ISBN 978-1-4663-8460-6.
- William E. Hannum; Gerald E. Marsh; George S. Stanford. . Scientific American. December 2005.
- The Restoration of the Earth, Theodore B. Taylor and Charles C. Humpstone, 166 pages, Harper & Row (1973) ISBN 978-0060142315
- Sustainable energy – Without the Hot Air, David J.C. MacKay, 384 pages, UIT Cambridge (2009) ISBN 978-0954452933
- 2081: A Hopeful View of the Human Future, Gerard K. O'Neill, 284 pages, Simon & Schuster (1981) ISBN 978-0671242572
- The Second Nuclear Era: A New Start for Nuclear Power, Alvin M. Weinberg et al., 460 pages, Praeger Publishers (1985) ISBN 978-0275901837
- Thorium Fuel Cycle – Potential Benefits and Challenges, IAEA, 105 pages (2005) ISBN 978-9201034052
- The Nuclear Imperative: A Critical Look at the Approaching Energy Crisis (More Physics for Presidents), Jeff Eerkens, 212 pages, Springer (2010) ISBN 978-9048186662

## 外部連結
- The Integral Fast Reactor at Argonne National Laboratory
- Archived material from a site about the IFR formerly hosted by UC Berkeley:
  - (archived) page index
  - (archived) Introduction
  - (archived) Integral Fast Reactor
  - (archived) IFR Metallic Fuel
  - (archived) Safety Characteristics
  - (archived) Fuel Cycle Facility
  - (archived) Fuel Manufacturing Facility
  - (archived) The IFR Vision
  - (archived) Reactor Burns Waste as Fuel in Nuclear Recycling Experiment
- Integral Fast Reactors: Source of Safe, Abundant, Non-Polluting Power by George S. Stanford, Ph.D.
- Frontline interview with Dr. Till.
- IFR Q&A with Tom Blees and George Stanford
- Integral Fast Reactors by Tom Blees, part 2 of 3 – Interview with author Tom Blees about IFR
- The IFR's role in global warming